# Операция «Фортуна»: Искусство побеждать
«Операция „Фортуна“: Искусство побеждать» (англ. Operation Fortune: Ruse de Guerre) — комедийный боевик британского режиссёра Гая Ричи с Джейсоном Стейтемом, Обри Плазой и Джошом Хартнеттом в главных ролях. Вышел в прокат 6 января 2023 года.

## Сюжет
Главный герой фильма — агент МИ-6 Орсон Форчун, которого нанимает международная служба разведки. Он должен выследить и остановить тех, кто стоит за продажей смертельного оружия нового поколения. Форчун формирует свою команду и начинает поиски, причём вскоре сталкивается со старым конкурентом Майком. Шантажируя кинозвезду Дэнни Франческо, он проникает в ближайшее окружение миллиардера Грега Симмондса, сделавшего состояние на торговле оружием. Форчун узнаёт, что оружие, на которое идёт охота, — это технология, с помощью которой можно взломать любую систему безопасности. Он расстраивает сделку Симмондса с двумя бизнесменами, готовыми купить эту технологию, и нейтрализует Майка. Захваченные в ходе операции деньги идут на финансирование фильма об этих событиях, в котором Дэнни Франческо играет Симмондса, а последний выступает в роли продюсера.

## В ролях
- Джейсон Стейтем — Орсон Форчун
- Обри Плаза — Сара Фидель
- Джош Хартнетт — Денни Франческо
- Кэри Элвис — Нейтан Джасмин
- Хью Грант — Грег Симмондс
- Bugzy Malone — Джей-Джей
- Лордес Фаберес[англ.] — Эмилия
- Макс Бизли — Бен Харрис
- Эдди Марсан — Найтон
- Каан Урганджиоглу — Каса
- Бестемсу Оздемир — Вивьен
- Мустафа Вахид — Фигурант

## Создание и релиз
Сценарий картины был написан Айваном Эткинсоном и Марном Дэвисом, позже его доработал Гай Ричи. Съёмки начались в ноябре 2020 года в Анталье и закончились в Катаре 20 марта 2021 года. Известно, что к съемкам экшн-сцен была привлечена компания 8711 Entertainment, которая отвечала за трюки и погони в фильмах о Джоне Уике и в «Дэдпуле».
Компания STXfilms наметила выход фильма в прокат на 21 января 2022 года, но из-за эпидемиологической ситуации это событие перенесли на более поздний срок — 17 марта 2022 года. Позже премьеру сняли и с этой даты. 18 февраля 2022 года фильм был исключён из графика выпуска без комментариев со стороны студии. В июне 2022 года сообщалось, что премьеру фильма отложили, чтобы убрать упоминания об украинских гангстерах из-за вторжения России на Украину (2022). Национальность преступников решили изменить, чтобы «не травмировать зрителей», сообщает Daily Mail.
В ноябре 2022 года была объявлена новая дата выхода картины в прокат — 26 января 2023 года. В итоге фильм вышел 3 января.

## Оценки
На сайте Rotten Tomatoes фильм имеет рейтинг 51 %, основанный на 149 отзывах, со средней оценкой 5,6/10. Консенсус критиков на сайте гласит: «Операция „Фортуна“ не дотягивает до лучших современных боевиков, но в ней достаточно драйва для тех, кто ищет немного ненавязчивого экшена». На Metacritic средневзвешенная оценка составляет 51 из 100 на основе 35 рецензий.
Отзывы критиков были неоднозначными. Звучали мнения о том, что сюжет слишком банален, а герои одномерны. Елена Зархина из «Газеты.ру» назвала «Операцию» «просто старым добрым фуд-кино, которое с легкостью пережевывается и забывается уже на финальных титрах». При этом в случае успеха фильм, по мнению Зархиной, может стать началом целой франшизы на шпионскую тематику. Обозреватель «Ленты.ру» увидел в «Операции» довольно удачный оммаж «приключенческому кино восьмидесятых», который напоминает «самые легкомысленные работы Жан-Поля Бельмондо».
Джон Ли из Geek Culture оценил фильм на 7,4 балла из 10, похвалив сюжет и особенно персонажа Стейтема. Пэт Браун из журнала Slant поставил «Операции „Фортуна“» всего 1 балл из 4, написав, что авторы картины не смогли показать колоритных персонажей и сложный сюжет.